# حزب العمل الفولتي
حزب العمل الفولتي (بالفرنسية: Parti Travailliste Voltaïque)‏، كان حزبًا سياسيًا من اليسار المعتدل في فولتا العليا. خاض الحزب انتخابات 1970، دون أي نتيجة مهمة.
عمل الحزب كفرع سياسي للمنظمة الفولتية لنقابات التجارة الحرة.

## المصدر
1. ↑  Englebert, Pierre. La Revolution Burkinabè. Paris: L'Harmattan, 1986